# Claudia Bockner
Claudia Bockner (* 15. März 1972 in Gera) ist eine ehemalige deutsche Wasserspringerin, die bei Weltmeisterschaften eine Bronzemedaille und bei Europameisterschaften je eine Gold- und Bronzemedaille gewann.

## Sportliche Karriere
Claudia Bockner gewann 1988 und 1989 Bronze bei der Jugend-Europameisterschaft vom Drei-Meter-Brett, 1990 ersprang sie Silber. 1994 wurde sie hinter Simona Koch Zweite der Deutschen Meisterschaften vom Drei-Meter-Brett. Bei den Weltmeisterschaften in Rom siegte vom Drei-Meter-Brett die Chinesin Tan Shuping vor der Russin Wera Iljina, dahinter erhielt Claudia Bockner die Bronzemedaille. 1995 bei den Europameisterschaften in Wien siegte Wera Iljina vor ihrer Landsfrau Julija Pachalina, Claudia Bockner belegte den dritten Platz.
1996 bei den olympischen Spielen in Atlanta erreichte Bockner das Finale und belegte den elften Platz. 1997 wurden bei den Europameisterschaften in Sevilla erstmals Medaillen im Synchronspringen vergeben. Vom Drei-Meter-Brett siegten Claudia Bockner und Conny Schmalfuß vor dem russischen Duo Irina Laschko und Julija Pachalina. Bei den Weltmeisterschaften 1998 siegten die beiden Russinnen, Bockner und Schmalfuß sprangen auf den fünften Platz.
Die 1,61 m große Claudia Bockner startete für den SC DHfK Leipzig. Sie gewann 1995 und 1996 den deutschen Meistertitel vom Drei-Meter-Brett sowie 1997 zusammen mit Conny Schmalfuß einen Titel im Synchronspringen. In der Halle gewann sie zweimal vom Drei-Meter-Brett. Hinzu kamen drei Titel im Synchronspringen, je einmal mit Conny Schmalfuß, mit Simona Koch und mit Heike Fischer.